# المربع (محافظة العيص)
المربع، قرية من قرى محافظة العيص، والتابعة لمنطقة المدينة المنورة في السعودية.